# Reinhold Steinacker
Reinhold A. Steinacker (* 19. Januar 1949) ist ein österreichischer Meteorologe und emeritierter Hochschullehrer an der Universität Wien.

## Leben
Steinacker studierte an der Universität Innsbruck, an der er 1975 promoviert wurde und sich 1985 habilitierte. Er hatte 1986 eine Vertretungsprofessur an der Ludwig-Maximilians-Universität München und wurde 1992 ordentlicher Universitätsprofessor an der Universität Wien. 2000 wurde er dort Leiter der Abteilung Meteorologie. 2005 wurde er Vizedekan der Fakultät für Geowissenschaften, Geographie und Astronomie.
Er befasst sich mit meteorologischer Diagnostik und Nowcasting, Meteorologie auf Mesoskala und in Bergen und Klimatologie.
1984 erhielt er den Schinze-Preis. 2004 bis 2008 war er Präsident der österreichischen meteorologischen Gesellschaft.
Er war seit 2000 Herausgeber von Meteorology and Atmospheric Physics. Von ihm stammen über 200 wissenschaftliche Veröffentlichungen.

## Schriften (Auswahl)
- mit Heinz Reuter, Michael Hantel: Meteorologie, in Bergmann-Schaefer Lehrbuch der Experimentalphysik, Band 7, De Gruyter 2001
- mit Paul Markowski, Dario Giaiotti, Fulvio Stel (Hrsg.): Atmospheric Convection: Research and Operational Forecasting Aspects, CISM International Centre for Mechanical Sciences 475, Springer 2007